# Karl Stadie
Karl (auch Carl) August Gottlieb Stadie (* 10. Oktober 1847 in Allenau; † 5. April 1924 in Georgenswalde) war ein deutscher Generalmajor und Heimatforscher.

## Leben
Er war der Sohn des Rittergutsbesitzers Ludwig Stadie und dessen Ehefrau Charlotte, geborene Perkuhn.
Stadie besuchte das Altstädtische Gymnasium in Königsberg, wo er am Michaelistag 1866 das Abitur ablegte und danach in die Preußische Armee eintrat. Er trat 1870 in das ostpreußische Festungsartillerie-Regiment Nr. 1 ein und wurde 1899 zum Kommandeur des westfälischen Fußartillerie-Regiments Nr. 7 in Köln ernannt. 1909 wurde Stadie mit dem Charakter eines Oberstleutnants aus dem aktiven Dienst verabschiedet. Mit Ausbruch des Ersten Weltkrieges wurde er als z. D.-Offizier wiederverwendet und war als Oberst Kommandeur des Artilleriepark-Kommandos 5. Nach Kriegsende erhielt er 1921 den Charakter als Generalmajor.
Seit 1894 gehörte Stadie der Altertumsgesellschaft Prussia an. Nach seiner Verabschiedung aus dem Militärdienst übersiedelte er nach Königsberg und widmete sich ganz der Altertumsforschung. 1902 wurde er Vorstandsmitglied der Altertumsgesellschaft Prussia, die ihn später auch zum Ehrenmitglied ernannte. Neben der Flurnamenforschung und genealogischen Arbeiten befasste er sich besonders mit der Erforschung der ostpreußischen Bodendenkmäler. Er nahm selbst zahlreiche Ausgrabungen und Untersuchungen vor, deren Fundberichte er teilweise in den Sitzungsberichten der Gesellschaft veröffentlichte. Wichtige Funde machte er in den Kreisen Angerburg, Darkehmen, Pr. Eylau, Fischhausen, Gerdauen, Goldap, Neidenburg, Ragnit und Rastenburg, darunter die Ausgrabung kaiserzeitlicher Gräberfelder in Gruneiken und Alt- und Neu-Bodschwingken. In der Warnicker Forst konnte er, gestützt auf Vorarbeiten von Heinrich Kemke, über 70 bronzezeitliche Hügelgräber feststellen.
Stadie starb am 5. April 1924 in Georgenswalde, wo er seit 1910 wohnhaft war, und wurde auf dem dortigen Friedhof beigesetzt.

## Veröffentlichungen
- Beiträge zur Fischerei aus Ostpreußens Vergangenheit. In: Altpreußische Forschungen. 2/1925, S. 47–58.
- Die Perkuhner. Ein altpreußisches Freiengeschlecht. In: Prussia. 26 (1926), S. 3–109.
- Jagdliches aus Ostpreußens Vorzeit. In: Prussia. 26 (1926), S. 111–189.